# Helena Calsamiglia
Helena Calsamiglia Blancafort (Barcelona, 31 de julio de 1945 - Barcelona, 24 de octubre de 2017), fue profesora universitaria y escritora española, conocida por su trabajo en el campo de la sociolingüística de la interacción, etnografía de la comunicación, la lingüística textual, la pragmática y el análisis del discurso. Ha sido profesora titular de la Facultad de Traducción y Ciencias del Lenguaje de la Universidad Pompeu Fabra, y trabajó en investigaciones internacionales sobre el estudio del discurso. Hija del filósofo y editor Josep Maria Calsamiglia y de Camila Blancafort, y nieta del compositor catalán Manuel Blancafort.

## Biografía
Helena Calsamiglia estudió Filología Románica en la Universidad de Barcelona, cursó estudios de postgrado en la Universidad de California (Berkeley). Se doctoró en la Universidad Autónoma de Barcelona, donde ejerció como docente e investigadora de 1973 a 1993. En 1994, pasó a ser profesora titular de la Universidad Pompeu Fabra en el departamento de Traducción y Ciencias del Lenguaje e impulsó, junto a Teun van Dijk,  la creación del Máster en Estudios del Discurso. Dirigió desde 1997 el Grupo de Investigación en Estudios del Discurso (GED) y la Red de Estudios del Discurso (XED). Colaboró con el Observatorio de la Comunicación Científica UPF y fue profesora del análisis del discurso divulgativo en el Máster de Comunicación Científica de la Barcelona School of Management-UPF. También fue miembro de la Asociación Internacional de Pragmática y del consejo asesor de diversas revistas científicas del ámbito del Análisis del Discurso.
A partir de su contacto y trabajo con John Gumperz en el Departamento de Antropología de la Universidad de Berkeley, se interesó por la etnografía de la comunicación y la sociolingüística interaccional. Junto a Amparo Tusón, impulsó dichas orientaciones para el estudio del bilingüismo en Cataluña. Más adelante, centró su investigación en la Pragmática e impulsó encuentros científicos en este campo. En el ámbito del Análisis del Discurso participó y dirigió proyectos del Ministerio de Educación y Ciencia sobre el debate televisivo y la divulgación científica en medios de comunicación escritos. También ha investigado géneros como la entrevista y la conferencia, o las estrategias de acercamieno cognitivo entre expertos y no expertos.
La obra intelectual de Helena Calsamiglia tuvo un impacto determinante en el escenario de la lingüística y el análisis del discurso en el contexto español y latinoamericano, tanto desde el punto de vista científico como didáctico. 
La intensa actividad llevada a cabo por Helena Calsamiglia en relación con la investigación sobre el discurso de divulgación científica, especialmente a partir del año 2000, incluyó la creación de redes de colaboración con América Latina (especialmente, con Argentina), y culminó en la coordinación de números monográficos dedicados al tema, como el volumen 2 número 2 (junio de 2000) de la Revista iberoamericana de Discurso y Sociedad (“Decir la ciencia: las prácticas divulgativas en el punto de mira”), y el volumen 5 número 2 (mayo de 2003) de Discourse Studies, así como en artículos publicados en revistas latinoamericanas, como la Revista Argentina de Lingüística.
Las cosas del decir. Manual de Análisis del Discurso, escrito en colaboración con Amparo Tusón. se convirtió en un texto de referencia obligada para los estudiosos en ámbitos hispanohablantes y se incorporó decididamente en las bibliografías de los cursos de grado y posgrado universitario. La claridad y precisión de sus contenidos, sumadas a la amplitud teórica y la riqueza de ejemplos de piezas discursivas provenientes de numerosos géneros orales y escritos, en los que destaca la presencia de las distintas variedades lingüísticas del español peninsular y americano, le aseguraron un lugar protagónico y perdurable en la didáctica de la educación superior.

## Obra
Libros y artículos más relevantes:
- Las Cosas del Decir, Editorial Ariel, 2012 (primera edición: 1999, sexta reeimpresión de la tercera edición: febrero de 2019)[5]
- Geografías e historias (1945-1975), Editorial Planeta, 2010[6]

- "Aportaciones del análisis del discurso a la educación lingüística"[7]
- "Estructura y funciones de la narración" [8]
- "Funciones discursivas de los tiempos verbales en la narración escrita por preadolescentes" [9]
- "L'oportunitat de l'aparició del subjecte en el discurs acadèmic" [10]
- "Análisis de un movimiento discursivo", Quark 37-38 (2006)[11]
- "Role and Position of Scientific Voices: Reported Speech in the Media" [12]
- "Popularitzation Discourse and Knowledge about the Genoma" [13]
- "Falando de ciência como sobre palavras. Um generado da interação oral: a entrevista televisiva".